# Святой Георгий II
«Святой Георгий II» — абстрактная картина русского художника Василия Кандинского, написанная в 1911 году и хранящаяся в Русском музее в Санкт-Петербурге, Россия.

## Описание
В своём творчестве Кандинский часто обращался к образам древнерусской живописи. Особенно близким ему был образ Святого Георгия. Для своих композиций художник нередко использовал уже готовые иконографические варианты. Образ Георгия Победоносца претерпел значительные изменения, постепенно утратил свои реальные очертания, но при этом сохранил гармонию ритмического цветообразования. Кандинский был убеждён, что, отказываясь от предметности и преодолевая материальное начало, можно достичь максимальной выразительности глубинной сути явлений.
В гармонии насыщенных цветов звучит могучая торжественная музыка, символизирующая величие подвига и победу добрых сил.
«Георгий» относится к раннему периоду творчества Василия Кандинского, когда художник начал использовать абстрактные формы. Возможно, на создание этого варианта «Святого Георгия» его вдохновили иконы или русские народные картинки, которые он коллекционировал. Кандинского не интересовали натуралистические детали битвы, его волновали эмоциональная атмосфера, напряжение поединка, пафос и радость победы. Художник достигал этого с помощью композиции, которую можно сравнить с музыкальной «драматургией».
В хаотичном сочетании ярких цветовых пятен на холсте ещё можно различить очертания скал, фигур принцессы и всадника, поражающего дракона. Эти узнаваемые детали обогащают образ и делают его более многозначительным. Однако, как и звуки музыки, которые освобождаются от оков предметной формы, сочетания и контрасты цветовых пятен в этой работе уже передают душевное и духовное состояние её создателя.